# آرامگاه شیخ محمد ابراهیم مجتهد
مقبره شیخ محمد ابراهیم مجتهد مربوط به اواخر دوره قاجار است و در بروجرد، خیابان سعدی، تقاطع شهید قندی واقع شده و این اثر در تاریخ ۲۴ اسفند ۱۳۸۳ با شمارهٔ ثبت ۱۱۷۵۱ به‌عنوان یکی از آثار ملی ایران به ثبت رسیده است.